# Campionati mondiali di tiro a volo 1973
I campionati mondiali di tiro 1973 furono la quindicesima edizione dei campionati mondiali di questo sport e si disputarono a Melbourne.

## Risultati

### Uomini

#### Fossa olimpica
| Evento      | Oro                                                                           | Oro       | Argento                                                       | Argento   | Bronzo                                               | Bronzo    |
| Evento      | Atleta                                                                        | Risultato | Atleta                                                        | Risultato | Atleta                                               | Risultato |
| Individuale | Alexandr Androshkin                                                           | 196       | Charles Bowie                                                 | 195       | Ennio Mattarelli                                     | 193       |
| A squadre   | Unione Sovietica Alexandr Alipov Alexandr Androshkin Gennadij Galkin P. Vekhm | 575       | Stati Uniti Charles Bowie Ken Gilbert Frank Little H. Skalsky | 574       | Australia James Ellis K. Lowry Douglas Smith P. Uray | 569       |

#### Skeet
| Evento      | Oro                                                                            | Oro       | Argento                                                                  | Argento   | Bronzo                                                                | Bronzo    |
| Evento      | Atleta                                                                         | Risultato | Atleta                                                                   | Risultato | Atleta                                                                | Risultato |
| Individuale | Vladimir Andreyev                                                              | 196       | Yuri Tsuranov                                                            | 194       | David Seabrook                                                        | 194       |
| A squadre   | Unione Sovietica Tariel Shgenti Vladimir Andreyev Evgeniy Petrov Yuri Tsuranov | 580       | Svezia Gert-Ake Bengtsson Jimmy Carlsson Anders Carlsson Kurt Samuelsson | 569       | Gran Bretagna Alec Bonnett J. Hawke David Seabrook Colin John Sephton | 569       |

## Medagliere
Nazione ospitante
| Posiz. | Nazione          | Oro | Argento | Bronzo | Totale |
| ------ | ---------------- | --- | ------- | ------ | ------ |
| 1      | Unione Sovietica | 4   | 1       | 0      | 5      |
| 2      | Stati Uniti      | 0   | 2       | 0      | 2      |
| 3      | Svezia           | 0   | 1       | 0      | 1      |
| 4      | Gran Bretagna    | 0   | 0       | 2      | 2      |
| 5      | Italia           | 0   | 0       | 1      | 1      |
| 5      | Australia        | 0   | 0       | 1      | 1      |